# Spio celata
Spio celata är en ringmaskart som beskrevs av Dalyell 1853. Spio celata ingår i släktet Spio och familjen Spionidae. Inga underarter finns listade i Catalogue of Life.